# جواو أنطونيو كوريا
جواو أنطونيو كوريا (بالبرتغالية: João António Correia) هو رسام برتغالي، ولد في 26 ديسمبر 1822 في بورتو في البرتغال، وتوفي بنفس المكان في 16 مارس 1896.